# Rudolf av Österrike (kardinal)
Ärkehertig Rudolf Johannes Joseph Rainier von Habsburg-Lothringen av Österrike, född den 8 januari 1788 i Pisa, Italien, död den 23 juli 1831 i Baden nära Wien i Österrike, var en av den katolska kyrkans kardinaler. 

## Biografi
Ärkehertig Rudolf var det yngsta av 16 barn till kejsar Leopold II av Österrike-Ungern och Maria Ludovika av Spanien. Han var kunglig furste av Ungern och Böhmen samt ärkehertig av Österrike.
Han var en viktig stöttare av Ludwig van Beethovens karriär, och flera kompositioner (op. 58, 73, 81a, 96, 97, 106, 111, 133, 134) och Missa solemnis (op. 123, till hans installation i Olmütz) dedicerades till honom. Ärkehertigtrion är dessutom uppkallad efter honom.